# Machov
Machov (niem. Machau) – miasteczko przygraniczne w Czechach, w kraju hradeckim. Położone jest u podnóża Gór Stołowych na północ od Błędnych Skał i jest doskonale widoczna z punktu widokowego na ich szczycie, po polskiej stronie granicy. Miejscowość wzmiankowana już w 1354 r. We wsi znajduje się kościół pod wezwaniem Św. Wacława z 1675 r. w stylu barokowym, protestancki zbór, kolumna maryjna w centrum wsi z 1761 r. Zachowały się tu domy zrębowe, w tym kuźnia z 1799 r. i liczne murowane gospodarstwa typu broumovskiego.

## Turystyka
Przez wieś prowadzą szlaki turystyczne:
- pieszy żółty – od północnego zbocza Błędnych Skał do Broumowskich Ścian (czes. Broumovské stěny)
- pieszy niebieski – od byłego przejścia granicznego Machovská Lhota - Ostra Góra do czerwonego szlaku za Machowem
- rowerowy czerwony – Międzynarodowa Trasa "Ściany", fragment trasy z Karłowa do Police nad Metují.